# Vom Herrn und Knecht
Das Gleichnis vom Herrn und Knecht ist ein von Jesus dargebotenes Gleichnis, das im Lukasevangelium des Neuen Testamentes schriftlich niedergelegt wurde.
Es handelt vom Herrn und seinem Knecht, dessen Pflichterfüllung als selbstverständlich angesehen wird und daher keines Lobes bedarf.

## Text
„Wenn einer von euch einen Sklaven hat, der pflügt oder das Vieh hütet, wird er etwa zu ihm, wenn er vom Feld kommt, sagen: Nimm gleich Platz zum Essen? Wird er nicht vielmehr zu ihm sagen: Mach mir etwas zu essen, gürte dich und bediene mich; wenn ich gegessen und getrunken habe, kannst auch du essen und trinken. Bedankt er sich etwa bei dem Sklaven, weil er getan hat, was ihm befohlen wurde? So soll es auch bei euch sein: Wenn ihr alles getan habt, was euch befohlen wurde, sollt ihr sagen: Wir sind unnütze Sklaven; wir haben nur unsere Schuldigkeit getan.“

## Interpretation
Dieses Gleichnis legt nahe, dass sogar die besten von Gottes Dienern immer noch unwert sind, weil sie nur ihre Pflicht getan haben und nichts, was darüber hinausgeht (“even the best of God’s servants are still unworthy because they have only done their duty and no more”). Niemand, egal wie virtuos oder fleißig er ist, kann jemals erreichen, dass Gott in seiner Schuld steht (Nobody, “no matter how virtuous or hardworking, can ever put God in his or her debt”).
William Barclay setzt dieses Gleichnis mit dem letzten Vers von Isaac Watts Lied When I Survey the Wondrous Cross in Beziehung:
Gehörte das ganze Reich der Natur auch mir,

Das wäre ein Angebot noch zu klein,

Liebe verwunderlich, so göttlich allhier,

fordert die Seele, das Leben, ja alles was mein.
(Were the whole realm of Nature mine,

That were an offering far too small;

Love so amazing, so divine,

Demands my soul, my life, my all.)
Die Redewendung „unnützer Sklave“ im letzten Satz des Gleichnisses ist liturgisch weit verbreitet, so auch in der Liturgie des Johannes Chrysostomos.